# Monilia polystroma
Monilia polystroma är en svampart som beskrevs av G. Leeuwen 2002. Monilia polystroma ingår i släktet Monilia och familjen Sclerotiniaceae.   Inga underarter finns listade i Catalogue of Life.